# San Antonio del Tepozán
San Antonio del Tepozán är en ort i Mexiko.   Den ligger i kommunen Dolores Hidalgo och delstaten Guanajuato, i den centrala delen av landet, 260 km nordväst om huvudstaden Mexico City. San Antonio del Tepozán ligger 2 013 meter över havet och antalet invånare är 132.
Terrängen runt San Antonio del Tepozán är en högslätt. Runt San Antonio del Tepozán är det ganska tätbefolkat, med 54 invånare per kvadratkilometer. Närmaste större samhälle är San Luis de la Paz, 18,4 km öster om San Antonio del Tepozán. Trakten runt San Antonio del Tepozán består till största delen av jordbruksmark.